# 凯文·康罗伊
凯文·康罗伊（英語：Kevin Conroy，1955年11月30日—2022年11月10日）是一名美国舞台、荧幕和配音演员。他广受赞誉而闻名的作品是作为1990年代福克斯电视剧（动画）《蝙蝠侠：动画系列》中蝙蝠侠/布鲁斯·韦恩的配音，并获得了艾美奖。以及它的各种衍生的电视剧和电影组成的DC动画宇宙，包括其后的蝙蝠侠系列动画。最近，他在广受赞誉的电子游戏《蝙蝠侠：阿卡姆疯人院》和《蝙蝠侠：阿卡姆之城》中再次饰演了蝙蝠侠。
2022年11月10日，凯文因罹患癌症而病逝，享壽66歲。

## 配音作品
- 《蝙蝠侠：动画系列》 (1992)
- 《蝙蝠俠：幽靈的面具》 (1993)
- 《蝙蝠俠新冒險》 (1997)
- 《蝙蝠俠與急凍人：冰點危機》 (1998)
- 《未來蝙蝠侠》 (1999)
- 《蝙蝠俠：復仇》 (2001)
- 《正義聯盟 (動畫)》 (2001)
- 《蝙蝠俠：神秘的女蝙蝠俠》 (2003)
- 《蝙蝠侠：高谭骑士》 (2008)
- 《超人/蝙蝠俠：公眾之敵》 (2009)
- 《超人/蝙蝠俠：啟示錄》 (2010)
- 《蝙蝠侠：阿卡姆疯人院》 (2010)
- 《DC宇宙Online》 (2011)
- 《蝙蝠侠：阿卡姆之城》 (2012)
- 《正義聯盟：毀滅》 (2012)
- 《超級英雄：武力對決》 (2012)
- 《正義聯盟：閃點悖論》 (2013)
- 《蝙蝠侠：突袭阿卡姆》 (2014)
- 《蝙蝠侠：阿卡姆骑士》 (2015)
- 《蝙蝠侠大戰羅賓》 (2015，飾湯瑪斯韋恩)

## 演出作品
- 《無限地球危機 (綠箭宇宙)》 (2019，出演地球-99號的蝙蝠俠)